# Mistigri (Kartenspiel)
Mistigri, auch bekannt als Mönch bzw. Mouche, Lentule, Pamphile oder Trente et un, ist ein Karten-Glücksspiel für drei oder vier Spieler, das jedoch auch mit mehr Mitspielern gespielt werden kann und je nach Anzahl der Mitspieler mit einem Blatt aus 32, 36 oder 52 Karten gespielt wird. In seiner Spielweise handelt es sich um ein Stichspiel, es enthält jedoch auch Elemente ähnlich dem Poker. Verwandt ist es mit dem historischen Kartenspiel Tippen
Benannt ist das Spiel nach dem „Mistigri“ (französisch für „die Mieze“ bzw. „das Kätzchen“) oder dem „Mönch“, dem Kreuz-Buben, der als höchster Trumpf und als Joker eingesetzt werden kann.

## Spielweise
In der Regel wird Mistigri mit einem klassischen französischen Skatblatt mit 32 Karten und Spielmarken als Einsatz gespielt. Alternativ können abhängig von der Spielerzahl 36 bis 52 Karten benutzt werden. Ziel des Spiels ist es, in der ersten Phase nach dem Tauschen möglichst fünf Karten der gleichen Farbe („Flush“) auf der Hand zu haben oder für die zweite Phase möglichst hohe und Trumpfkarten zu besitzen, um möglichst einen oder mehrere Stiche zu machen.

Der „Mistigri“ oder „Mönch“: Der Kreuz Bube ist grundsätzlich der höchste Trumpf und kann für den Flush als Joker genutzt werden.

Zu Beginn gibt jeder Spieler einen vorher vereinbarten Einsatz in die Tischmitte. Der Kartengeber mischt die Karten und lässt abheben, danach verteilt er an jeden Spieler einschließlich sich selbst erst drei und danach nochmal zwei Karten. Die oberste Karte des Reststapel dreht er um, um den Trumpf zu bestimmen. Zusätzlich ist grundsätzlich immer der „Mistigri“, der Kreuz-Bube, der höchste Trumpf unabhängig von der bestimmten Trumpffarbe. Der Spieler, der den Mistgri auf der Hand hat, darf zudem eine beliebige Trumpffarbe festlegen.
Die Spieler können nun, abhängig von ihrer Kartenhand, passen und damit aus der Runde aussteigen oder mitgehen und eine beliebige Anzahl Karten beim Geber gegen neue Karten tauschen. Dafür legen die verbleibenden Spieler beginnend mit dem Spieler links neben dem Geber (Vorhand) die Karten, die sie tauschen möchten, verdeckt vor sich ab und bekommen vom Geber die entsprechende Anzahl Karten zurück.
Wenn ein Spieler nach der Tauschrunde fünf Karten der gleichen Farbe auf der Hand hat („Fliege“), gewinnt er das Spiel und bekommt den vollständigen Einsatz sowie zusätzlich nochmal den gleichen Betrag von allen, die nicht gepasst haben. Haben mehrere Spieler fünf Karten der gleichen Farbe, gewinnt der Spieler, der diese in der Trumpffarbe hat und wenn auch dies übereinstimmt, der Spieler mit den höheren Karten. Dabei zählt das As 11 Punkte, die Bilderkarten je 10 Punkte und die Zahlenkarten jeweils deren Augenzahl. Der Mistigri, also der Kreuz-Bube, darf als Joker für eine beliebige Farbe eingesetzt werden, sodass ein Spieler mit vier Karten einer Farbe und dem Mistigri ebenfalls gewinnt.
Wenn kein Spieler fünf Karten der gleichen Farbe besitzt, wird der Gewinner des Spiels durch Stechen ermittelt. Der Vorhand-Spieler spielt eine erste Karte aus und alle anderen Spieler müssen diese nach Möglichkeit mit einem höheren Wert in der gleichen Farbe stechen. Kann ein Spieler die angespielte Farbe nicht bedienen, muss er sie mit einem Trumpf stechen, und wenn er auch nicht trumpfen kann, wirft er eine beliebige Karte ab. Der Spieler mit der höchsten Karte der angespielten Farbe gewinnt den Stich und wenn Trümpfe gespielt wurden, gewinnt der Spieler mit dem höchsten Trumpf. Der Gewinner des Stichs spielt die nächste Karte aus, die wieder gestochen werden muss. Für jeden Stich, den ein Spieler macht, bekommt er ein Fünftel des Einsatzes. Bekommt ein Spieler keinen einzigen Stich, ist er „Bête“ (französisch für „dumm“ oder „Biest“) und muss den Grundeinsatz nochmals zahlen.

## Geschichte
Mistigri oder Mönch ist ein Kartenspiel, das bereits seit mehreren Jahrhunderten bekannt und dokumentiert ist. Laut Kastner & Folkvord 2005 wurde es vor allem in Kneipen und im Familienkreis gespielt und erhielt als Glücksspiel einen „eher zweifelhaften Ruf“. Abgeleitet von diesem Spiel ist auch das im angelsächsischen Raum verbreitete Loo, das als 5-Karten- und als 3-Karten-Spiel bekannt ist. Ebenfalls verwandt sich die im deutschsprachigen Raum verbreiteten Kartenspiele Ramscheln und Mauscheln, bei denen nur ein Spieler seine Kartenhand gegen die sogenannte „Witwe“ tauschen darf. In Frankreich wurde zudem das Bourré entwickelt, in Spanien das Julep und aufbauend auf dem Loo in Irland das Irish Loo. Weitere Varianten des Spiels sind Nordischer Klopfer, Cucumber, Toepen und Hasenpfeffer.

## Belege
1. 1 2 3 4 5 6  „Mönch“ In: Hugo Kastner, Gerald Kador Folkvord: Die große Humboldt-Enzyklopädie der Kartenspiele (= Humboldt-Taschenbuch. Freizeit & Hobby. Band 4058). Schlütersche Verlagsgesellschaft, Baden-Baden 2005; S. 63–65. ISBN 3-89994-058-X.
2. 1 2 3 4  „Mistigri“ In: Meyers Großes Konversations-Lexikon, Band 13. Leipzig 1908, S. 907.
3. 1 2 3 4 5 6 7  „Mistigri“ In: Claus D. Grupp: Kartenspiele. Falken-Verlag Erich Sicker, Wiesbaden 1975; S. 24–25. ISBN 3-8068-2001-5.